# Amtsgericht Menden
Das Amtsgericht Menden, ein Gericht der ordentlichen Gerichtsbarkeit, ist eines von zehn Amtsgerichten im Bezirk des Landgerichts Arnsberg.

## Gerichtssitz und -bezirk
Das Gericht hat seinen Sitz in Menden (Sauerland), Nordrhein-Westfalen. Der 160 km² große Gerichtsbezirk umfasst das Gebiet der Städte Menden (Sauerland) und Balve. In ihm leben rund 72.000 Menschen.
Die Zuständigkeit des Amtsgerichts Menden als Landwirtschaftsgericht erstreckt sich auch auf den Bezirk des Amtsgerichts Iserlohn.
Für die Führung des Handels-, des Genossenschafts-, des Gesellschafts- und des Vereinsregisters sowie für Insolvenzverfahren ist das Amtsgericht Arnsberg zuständig. Das Partnerschaftsregister wird beim Amtsgericht Essen geführt, das zentral für ganz Nordrhein-Westfalen zuständig ist.

## Gebäude
Das Gericht ist heute im Heimkerweg 7 untergebracht. Von 1913 bis 1958 befand es sich in einem 1864 als höhere Stadtschule erbauten Bürgerhaus, das heute unter Denkmalschutz steht.

## Übergeordnete Gerichte
Dem Amtsgericht Menden ist das Landgericht Arnsberg übergeordnet. Zuständiges Oberlandesgericht ist das Oberlandesgericht Hamm.

## Geschichte
In Menden bestand von 1849 bis 1879 die Gerichtskommission Menden des Kreisgerichtes Iserlohn. Das königlich preußische Amtsgericht Menden wurde mit Wirkung zum 1. Oktober 1879 als eines von 12 Amtsgerichten im Bezirk des Landgerichtes Hagen im Bezirk des Oberlandesgerichtes Hamm gebildet. Der Sitz des Gerichtes war Menden. Sein Gerichtsbezirk umfasste den Stadtbezirk Menden und das Amt Menden.
Am Gericht bestand 1888 eine Richterstelle. Das Amtsgericht war damit ein kleines Amtsgericht im Landgerichtsbezirk.